# Мохаммед Хаміс аль-Араймі
Мохаммед Хаміс Джума аль-Араймі (нар. 16 листопада 1972) — оманський футболіст, який грав на позиції захисника. Відомий за виступами в клубах «Сур» і «Ан-Наср» (Салала), а також у складі національної збірної Оману.

## Клубна кар'єра
Мохаммед Хаміс аль-Араймі у 1999—2002 роках грав у складі команди «Сур». У 2003—2007 роках футболіст виступав у складі команди «Ан-Наср» (Салала), після чого у 2007 році повернувся до клубу «Сур», у якому завершив виступи на футбольних полях у 2009 році.

## Виступи за збірну
У 1993 році Мохаммед Хаміс аль-Араймі розпочав виступи у складі національної збірної Оману. У складі збірної грав у відбіркових турнірах до кубку Азії та чемпіонату світу, а також у фінальному турнірі Азійських ігор 1994 року. Загалом зіграв у складі збірної 27 матчів, у яких відзначився 6 забитими м'ячами.

## Титули і досягнення
- Чемпіон Оману (1): 2003—2004
- Володар Кубка Оману (2): 2005—2006, 2007—2008